# Performance-Marketing
Performance-Marketing (engl.: performance: Leistung) ist der Einsatz von Onlinemarketinginstrumenten mit dem Ziel, eine messbare Reaktion und/oder Transaktion mit dem Nutzer zu erzielen; es entspricht damit dem Direktmarketing in interaktiven Medien. Eine leistungsbezogene Honorierung der Medien im Rahmen erfolgsbasierter Onlinemarketingmodelle, wie Pay per Click, Pay per Lead oder Pay per Sale, ist konstituierende Voraussetzung als Abgrenzung zu den Marketingmethoden, deren Abrechnungsmethode durch Reichweite bestimmt (TKP, Tausend-Kontakt-Preis) wird. Performance-Marketing wird von der Werbeindustrie, wie das Direktmarketing, zur Below-the-line-Kommunikation gezählt (im Unterschied zur Above-the-line-Kommunikation).

## Definition
Die Fachgruppe Performance-Marketing im BVDW hat den Begriff wie folgt definiert:
Performance-Marketing in den digitalen Medien ist ein Bestandteil des Mediamix und dient sowohl der Kundengewinnung als auch der Kundenbindung. Der Einsatz der verschiedenen Werbemedien verfolgt das Ziel, messbare Reaktionen und/oder Transaktionen mit dem Nutzer zu erzielen. Die Ansprache des Kunden beziehungsweise Interessenten erfolgt sehr gezielt, nach Möglichkeit individuell, um die größtmögliche Interaktion mit den Nutzern zu erreichen. Performance-Marketing versteht sich als integrierter Ansatz. Die Bestandteile sollen vernetzt zum Einsatz kommen, um so auf Handlungsweisen des Kunden beziehungsweise potenzieller Interessenten einwirken zu können.
Performance-Marketing zeichnet sich durch folgende Merkmale aus:
- Messbarkeit: Die Reaktionen der Zielgruppe (also z. B. eine Registrierung oder ein Kauf im Internet) sind eindeutig, zeitnah und vollständig beobachtbar und messbar.
- Modularität: Die Kampagne zerfällt in viele kleine Budgetmodule, die individuell buchbar und beurteilbar sind.
- Optimierbarkeit: Durch Anpassung verschiedener Parameter (Anzeigentexte, Werbemittelgestaltung, Umfelder, Click-Gebote etc.) kann die Effizienz der Kampagne noch während der Laufzeit beeinflusst und damit verbessert werden.
- Vernetzung: Performance-Marketing kann als Interaktionselement in eine klassische Kampagne integriert werden. Es bestehen intensive Wechselwirkungen z. B. zwischen Bekanntheit und Klickrate.

Folgende Instrumente können Bestandteile des Performance-Marketings sein:
- Suchmaschinenmarketing
- Suchmaschinenoptimierung
- Display-Advertising (Bannerwerbung)
- E-Mail-Marketing
- Affiliate-Marketing
- Kooperationen
- Co-Registrierung
- Web Analytics (auch: Web-Analyse, Web Controlling)
- Social Media Marketing
- Content Marketing

## Ranking der größten deutschen Agenturen für Performance-Marketing 2022
Die größten deutschen Agenturen für Performance-Marketing lt. iBusiness:
| Rang 2022 | Anbieter                                             | Billings in Mio. Euro |
| --------- | ---------------------------------------------------- | --------------------- |
| 1         | PIA Media                                            | 708,000               |
| 2         | Plan.Net Gruppe                                      | 333,050               |
| 3         | Smarketer GmbH                                       | 310,000               |
| 4         | iProspect GmbH                                       | 300,400               |
| 5         | mediascale                                           | 213,400               |
| 6         | EPROFESSIONAL GmbH                                   | 162,350               |
| 7         | Joom Group                                           | 120,000               |
| 8         | SYZYGY AG                                            | 103,000               |
| 9         | moccabirds GmbH                                      | 100,000               |
| 10        | ad agents GmbH                                       | 96,900                |
| 11        | Artefact Germany GmbH                                | 88,000                |
| 12        | e-dialog                                             | 84,600                |
| 13        | Agenturnetzwerk SearchFusion (OnMaCon / infiniteFox) | 70,400                |
| 14        | mso digital GmbH                                     | 55,604                |
| 15        | morefire GmbH                                        | 52,610                |